# Carlhäusl

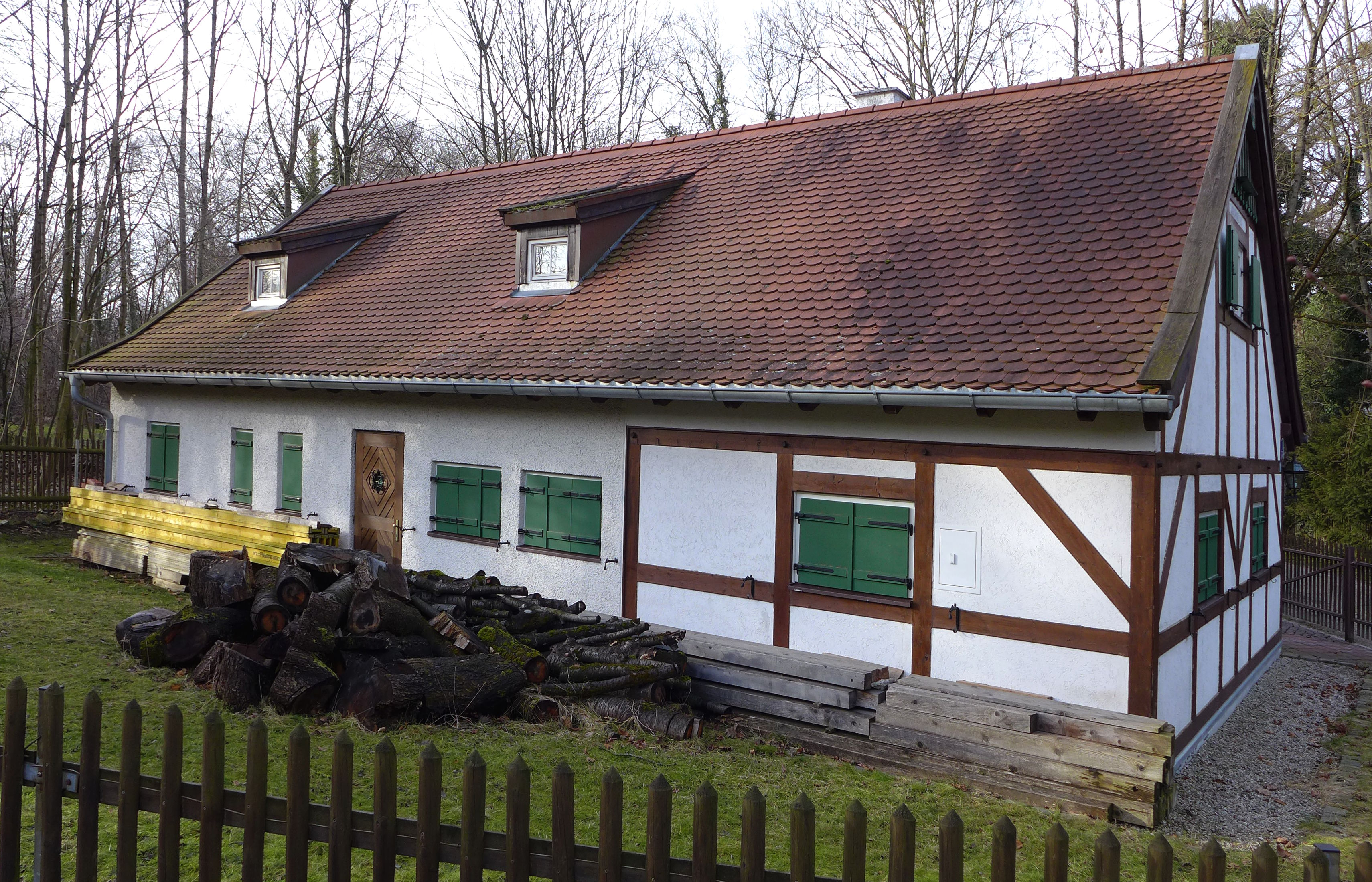
Carlhäusl

Das Carlhäusl ist eines der ältesten erhaltenen Gebäude des Münchner Stadtteils Obermenzing. 

## Geschichte
Im Jahr 1726 wird das Gebäude erstmals im Güterverzeichnis der Hofmark Menzing als „Häusl“ ohne landwirtschaftlichen Grund erwähnt. Das Mauerwerk besteht aus gebrauchten Ziegelsteinen, vermutlich aus der nahegelegenen Färberei und Walkerei, die 1713 stillgelegt wurde. 1990 erwarb die Stadt München den Bau, der ab 1996 durch den Heimat- und Trachtenverein D'Würmtaler renoviert wurde.